# Syrphoctonus lineipes
Syrphoctonus lineipes är en stekelart som först beskrevs av Morley 1916.  Syrphoctonus lineipes ingår i släktet Syrphoctonus och familjen brokparasitsteklar. Inga underarter finns listade i Catalogue of Life.